# MMS (协议)
是一種串流媒體傳送協議，用来访问并流式接收Windows Media服务器中文件的一种协议。协议用于访问发布点上的单播内容。是连接单播服务的默认方法。若观众在Windows Media Player中键入一个URL以连接内容，而不是通过超级链接访问内容，则他们必须使用协议引用该流。的預設埠（端口）是1755。
现在除了Windows Media外，如The KMPlayer等流行的播放器也支持该协议，有些播放器已经带有许多的媒体信息地址，用户可以很方便地通过网络看电视、电影等，当然这还是免费的。